# Мама је трошила новац кад га није имала
Мама је трошила новац кад га није имала (енгл. Mama Spent Money When She Had None) је 101. епизода Очајне домаћице у продукцији Еј-Би-Сија. Она је уједно и четрнаеста епизода петог серијала која је премијерно приказана 8. фебруара 2009. године у Сједињеним Америчким Државама. 

## Синопсис
| „                        | Људи у предграђима не причају о новцу... Већином јер не морају. Они који га имају дају ти на знањем њиховом новом одећом... њиховим скупим кућним апаратима... и њиховим уредним травњацима. Они који га немају показују то роштиљем којег треба заменити... зидовима које треба офарбати... и класичним аутомобилима... које морају да се продају. | ” |
| — монолог Мери Алис Јанг | |   |

Након оптужбе Портера за подметање пожара, Линет и Том потрошили су много новца на одбрану. То је озбиљно угрозило њихово финансијско стање и пословање њиховог ресторана. Након што су потрошили целу уштеђевину Линет одлучује да прода Томов омиљени олд тајмер аутомобил не били прикупила нешто пара. Сазнавши за то, Кетрин Мејфер саопштава Линети да то није никаква срамота и да сви имају исти проблем у овим тешким временима. 
Бриина књига рецепата нашла се на Тајмсову листу најпродаванијих књига што јој је, поред зараде, донело и посла за још три наставка. Чувши од Кетрин да Линет има финансијских проблема, поклања јој 20.000 долара. Линет се осећа неугодно и уместо зајма прихвата Бриин новац у замену за 15% тајландског ресторана Скавоса. 
Сузан очајно жели да упише сина у приватну елитну основну школу. После низа неуспешних покушаја, Окриџ има једно слободно место које је додељено Мејнерду. Међутим, директор Хобс саопштава Сузани да је износ школарине увећан. 
Карлосов посао почиње да доноси више новаца, због чега је Габријела срећна. Одлучују да предстојећу годишњицу брака прославе у престижном ресторану Палма, а Габи планира да обуче хаљину у којој је запрошена и на све начине покушава да изгуби неколико килограма како би успела да обуче стару хаљину. Запазивши Идину добру линију, одлучује да се упише на посебан третман за скидање килограма.
Сузан је очајна што она и Мајк не могу да обезбеде новац потребан за Ем-Џејев упис. Сазнаје да је Кетрин добила дијаманску огрлицу на поклон од Мајка, и покушава да је украде. Међутим, испоставило се да су дијаманти лажни. После низа покушаја, Сузан напокон успева да упише сина у престижну школу. Сазнаје да она даје 50% попуста свим запосленим, и на све начина покушава да се запосли у Окриџу. Након убеђивања директора Хобса, добија место асистента професора ликовног.
Линет предлаже да направи забаву у свом ресторану поводом склапања пословног уговора са Бри и прослављивања успеха њених рецепата. Бри прихвата предлог не знавши да ће се за вечеру послуживати храна по њеним рецептима. Бри открива да Линет и остало особље ресторана користи вештачке састојке за припрему пице. Бесна због тога, одлучује да направи ново јело, а направљене пице баца у смеће. Линет сазнаје за то и раскида пријатељство са Бри. 